# Samuele Gobbi
Samuele Gobbi (Dolo, 10 agosto 1979) è un atleta paralimpico italiano, due volte medaglia di bronzo ai Campionati europei di atletica leggera paralimpica del 2012.

## Carriera
Partecipa alle paralimpiadi di Pechino del 2008. Al Meeting Internazionale di Valencia del 2001, conquista due ori nei 200 e 400 metri. Sempre nel 2011 al Meeting di Singen, conquista un oro e un bronzo.
Ai Campionati europei di atletica leggera paralimpica di Stadskanaal del 2012, ottiene due terzi posti sempre nei 200 e 400 metri.